# Trentepohlia suavis
Trentepohlia suavis är en tvåvingeart som beskrevs av Alexander 1955. Trentepohlia suavis ingår i släktet Trentepohlia och familjen småharkrankar.
Artens utbredningsområde är Thailand. Inga underarter finns listade i Catalogue of Life.